# احتلال الريف (1792)
احتلال الريف هو هجوم دبره محمد الكبير حاكم وهران في عام 1792 للاستيلاء على منطقة الريف الشرقية في شمال شرقي للمغرب.

## الخلفية التاريخية
تمكن أتراك إيالة الجزائر خلال أواخر القرن السابع عشر الميلادي من احتلال جزء من شرق المغرب حول منطقة وجدة وفرض سيطرتهم عليه. حدث هذا مند بداية حرب أهلية التي عرفها المغرب بعد موت  السلطان المغربي إسماعيل بن الشريف .و استطاع اتراك توغل داخل اراضي شرق المغرب بعد تعاون حكام اتراك ولاية الجزائر وإسبانيا ضد المغرب. وما أن أُعلن سليمان بن محمد سلطانًا للمغرب، حتى توغل حاكم مدينة وهران محمد الكبير، إلى الأراضي المغربية بحجة التحضير لحصار مليلية، لكون المغرب يعيش فترة حرب أهلية بسب نزاع على العرش.  ولكن أثبتت التطورات اللاحقة، أن حصار قلعة مليلية لم يكن سوى غطاء للطموحات الإقليمية التي يضمرها حاكم عثماني لوهران محمد الكبير.

## الاحتلال
تمكن أتراك إيالة جزائر عثمانية في عام 1792 من توغل في منطقة الريف الشرقية ، ثم انسحبوا الى وهران بعد ارسال سلطان المغرب حملة عسكرية لطرد غزات اتراك  .

## التداعيات
هجر جيش انكشاري لي إيالة الجزائر عثمانية منطقة الريف الشرقية في الفترة ما بين عامي 1795 و1798 إلى جانب تلك المنطقة الواقعة في الجزء الشرقي من المغرب، والتي كانوا قد استولوا عليها قبل وصول الحملة العسكرية التي أرسلها السلطان العلوي لاستعادة هذه المناطق. لم يبد حاكم وهران أي مقاومة لحملة السلطان العلوي العسكرية، ومع الاستيلاء على المنطقة في عام 1795، تم تحديد الحدود بين الدولة العثمانية و الدولة العلوية  بشكل نهائي في وادي كيس، وهو الأمر الذي وضع حدا للنزاعات بين إيالة الجزائر والسلطنة الشريفة.